# Leycang el Grandioso
Leonardo Josue Caracas Velásquez (Maracaibo, Zulia; 21 de abril de 1992), más conocido como Leycang el Grandioso, es un cantante, ingeniero y compositor venezolano de reguetón y pop urbano.
Grabó el tema «Me muero por quererte» con el grupo Calibú, siendo nominado a los Premios Pepsi Music en la categoría "Merengue", y utilizado como tema juvenil para la telenovela por Venevisión, Natalia del Mar.

## Vida y carrera

### Primeros años
Leonardo Caracas nació el 21 de abril de 1992 en Maracaibo, Estado Zulia. A muy temprana edad se mudó con su familia al Estado Trujillo, donde vivió la mayor parte de su vida. Sus padres son Elvia Rosa Velásquez y Enrique Caracas. Además, tiene dos hermanas, Marianny Caracas y Isamar Caracas.

### Desde 2011
Sus inicios artísticos fueron desde muy temprana edad, en 2011 graba la versión  Merengue del tema «Me Muero Por Quererte» junto al grupo venezolano Calibú, de la mano de los productores  Venezolanos Daniel & Yein y Subele Ram, siendo este el tema juvenil de la telenovela  Venezolana Natalia del Mar de Venevisión. Su nombre se dio a conocer en varios medios venezolanos, parte de Colombia, México y Estados Unidos. A fines del 2013 decidió hacer la nueva versión de la canción "Transportarte" junto a Diego A., siendo grabada en El Castillo Records, la cual para el 2014 fue aceptada por varias estaciones de radio de la región y fue muy apoyada por el público en general.[cita requerida]
Leycang lanzó más de 6 canciones, así como varios remixes. Lanzó la canción «Todo Te Lo Di (Remix)» cuya pista ha acumulado un total de más de un millón de reproducciones en Spotify. También es conocido por una serie de colaboraciones con otros artistas y como resultado ha aparecido en varios sellos discográficos.
Participó en el mixtape «El Arsenal» de El Castillo Records, con su tema «A Kilómetros» ,ese mismo año grabó el tema "Una Noche Mas" junto a El Dainny y Coker & Gael, teniendo una gran acogida en varios puntos del país. Posteriormente, en 2019, el sello El Castillo Records lo contactó para grabar la canción «Real» una canción al estilo de Trap.
En 2021, Leycang se unió al talento colombiano, en esta ocasión, con el artista Andy Rowse, DJ DJFXNC y el productor Jony Lams para la canción «Teriyaki». También lanzó «Massari», un dancehall fusionado con trap que relata una historia de amor.
En marzo de 2022, Leycang se une al puertorriqueño El Josuet para lanzar la canción «Quererte Es Un Castigo».
El 29 de mayo del 2022, Leycang se une nuevamente con el colombiano Andy Rowse y en esta ocasión lanzan un vídeo a través de la plataforma VEVO, titulado «La Terraza».

## Discografía

### Sencillos
| Año  | Título                                            |
| ---- | ------------------------------------------------- |
| 2011 | «Me muero por quererte» (feat. Calibu)            |
| 2014 | «Transportarte» (feat. Diego A.)                  |
| 2014 | «A kilómetros»                                    |
| 2015 | «Una noche más» (feat. El Dainny, Coker & Gael)   |
| 2018 | «Buscándote» (feat. Jan & Jay, Dk Music & Luisma) |
| 2019 | «Real»                                            |
| 2020 | «Me duele saber»                                  |
| 2021 | «Teriyaki»                                        |
| 2021 | «Massari»                                         |
| 2022 | «Quererte Es Un Castigo» (feat. El Josuet)        |
| 2022 | «La Terraza»                                      |

## Filmografía
| Año  | Programa        | Rol      |
| ---- | --------------- | -------- |
| 2011 | Natalia del Mar | el mismo |

## Premios y nominaciones

### Premios Pepsi Music
En 2012, la canción «Me Muero Por Quererte», en la que también colaboró la banda Calibu, fue nominada a los Premios Pepsi Music que alcanzó el puesto 12 en la Clasificación Pepsi, donde los artistas Judy Buendia, Víctor Drija y Grupo Treo se destacó entre los primeros lugares.[cita requerida]

### Premios Mara Internacional
Fue nominado para la categoría "Artista urbano emergente del año" en los premios Mara International Awards en 2019. Más tarde el 19 de diciembre de 2022, Leycang fue el ganador en la categoría "Cantante Urbano de Proyección Internacional".

### Premios Ocammys
Leycang El Grandioso fue nombrado “Artista Urbano Revelación” en los Premios Ocammys 2020, celebrados en julio en las instalaciones de Canal I.

### Tacarigua de Oro Internacional
Leycang El Grandioso fue ganador en la categoría Artista Urbano Revelación. El 14 de diciembre de 2022 fue galardonado en la categoría "Artista Urbano con Proyección Internacional" en las instalaciones del Green Martini en el Centro Sambil en la ciudad de Caracas.

### Turpial Golden Awards
El 27 de abril de 2022 Leycang fue galardonado en la categoría "Cantante Pop Urbano Impacto del Año" en los Turpial Golden Awards celebrados en el Teatrex de Caracas, Venezuela.

### Premios Lucero de Plata Internacional
El 17 de junio de 2022 Leycang fue ganador de la categoría Artista Urbano Impacto del Año en los Premios Lucero de Plata Internacional.

### Premios Latin Mara Internacional
El 15 de septiembre de 2022 Leycang El Grandioso fue ganador de la categoría "Cantante Revelación De Música Urbana" en los premios Latin Mara Internacional celebrado en las instalaciones del Green Martini (Centro Sambil Caracas).

### Premios Venezuela de Oro
El 15 de noviembre de 2022 fue ganador como "Cantante Urbano del Año" en los Premios Venezuela de Oro celebrados en el Teatro Baralt de Maracaibo.

### Premios Tamanaco de Oro
El 2 de diciembre de 2022 Leycang recibe el premio como "Artista Urbano de Proyección Internacional" en los Tamanaco de Oro.

### Music Artes Awards
Leycang el Grandioso fue nominado en la categoría "Artista Favorito del Año" en los Premios Music Artes de la ciudad de New York.

### Premios Emerging Awards
Leycang fue ganador en la categoría "Cantante Urbano Venezolano de proyección Internacional" en los Emerging Awards en el Palacio Bellas Artes en Medellín.

### Premios Líder Internacional
El 23 de febrero Leycang fue galardonado como "Artista Urbano 2022" en los Premios Líder Internacional que se celebró en Orlando, Florida.